# The Beatles' Story
The Beatles' Story —en español: ‘La historia de los Beatles’— es un doble disco documental con entrevistas, conferencias de prensa y canciones del grupo musical inglés The Beatles. Fue el cuarto álbum que publicó Capitol de los Beatles, y el sexto que salía en Estados Unidos sobre el grupo, lanzado tanto en mono como en estéreo. 
El disco no fue especialmente llamativo, a excepción de un breve extracto estereofónico de 48 segundos de «Twist and Shout» interpretado por el grupo en el Hollywood Bowl en 1964 (cuyo concierto quedaría inédito hasta su publicación en disco en mayo de 1977). El resto de la grabación eran unas voces narrativas biográficas sobre la banda hechas por los disc jockeys John Babcock, Al Wiman y Roger Christian sobre unas versiones sinfónicas de música de los Beatles. También incluía entrevistas a los fanes de la banda, y extractos de conferencias de prensa de los Beatles.

## Posición en las listas
El álbum entró en el Billboard Top LP el 12 de diciembre de 1964 en el número 97. El 2 de enero de 1965, el álbum alcanzó su posición máxima en el número siete, donde permaneció durante cuatro semanas antes de comenzar su deslizamiento hacia abajo en las listas. El álbum llegaría en el Cash Box al número siete, mientras que en el Record World alcanzaría su posición más alta en el número 13. Aunque no había alcanzado el millón de unidades vendidas, el álbum fue certificado disco de oro, lo que significaba ventas de más de un millón de dólares en su primera semana, un resultado muy respetable, teniendo en cuenta que el álbum era poco más que un registro documental con una envoltura muy elaborada.
The Beatles' Story estaba preparado para salir en 1996 en soporte de cinta de audio digital (del inglés Digital Audio Tape, y abreviado, DAT), pero cuando el formato se convirtió en un fracaso comercial, el plan fue desechado. Este fue uno de los pocos álbumes americanos de los Beatles que aún no había sido reeditado oficialmente en disco compacto; hasta su lanzamiento en 2014 como parte del box set The U.S. Albums.

## Listado
- Disco 1

| Cara 1 |                                          |          |  |
| N.º    | Título                                   | Duración |  |
| 1.     | «On Stage with The Beatles»              | 1:01     |  |
| 2.     | «How Beatlemania Began»                  | 1:18     |  |
| 3.     | «Beatlemania in Action»                  | 1:23     |  |
| 4.     | «Man Behind The Beatles - Brian Epstein» | 2:45     |  |
| 5.     | «John Lennon»                            | 5:48     |  |
| 6.     | «Who's a Millionaire?»                   | 0:38     |  |
| 12:53  |                                          |          |  |

| Cara 2 |                                        |          |  |
| N.º    | Título                                 | Duración |  |
| 1.     | «Beatles Will Be Beatles»              | 7:23     |  |
| 2.     | «Man Behind the Music - George Martin» | 1:02     |  |
| 3.     | «George Harrison»                      | 4:42     |  |
| 13:07  |                                        |          |  |

- Disco 2

| Cara 3 |                                          |          |  |
| N.º    | Título                                   | Duración |  |
| 1.     | «A Hard Day's Night – Their First Movie» | 3:07     |  |
| 2.     | «Paul McCartney»                         | 2:44     |  |
| 3.     | «Sneaky Haircuts and More About Paul»    | 3:27     |  |
| 9:18   |                                          |          |  |

| Cara 4 |                                |          |  |
| N.º    | Título                         | Duración |  |
| 1.     | «The Beatles Look at Life»     | 2:04     |  |
| 2.     | «"Victims" of Beatlemania»     | 1:09     |  |
| 3.     | «Beatle Medley»                | 3:57     |  |
| 4.     | «Ringo Starr»                  | 6:22     |  |
| 5.     | «Liverpool and All the World!» | 1:04     |  |
| 14:36  |                                |          |  |

## Créditos
The Beatles' Story es un álbum doble constituido por una narración biográfica sobre el grupo y versiones sinfónicas de música de los Beatles (excepto un breve extracto de una actuación de la banda en el Hollywood Bowl en 1964)
- Productores: Gary Usher y Roger Christian
- Escrito por: John Babcock, en asociación con Al Wiman y Roger Christian de la emisora de radio KWFB de Hollywood, California
- Narrado por: John Babcock, Al Wiman y Roger Christian
- Foto de la portada por: Joe Covello/Black Star

## Posición en las listas de éxitos
| País           | Lista (1965) | Posición más alta |
| -------------- | ------------ | ----------------- |
| Estados Unidos | Billboard    | N.º 7             |
| Estados Unidos | Record World | N.º 13            |
| Estados Unidos | Cash Box     | N.º 7             |